# Sent Biat
Saint-Béat (francès) o Sent Biat (occità) és un municipi del departament francès de l'Alta Garona (regió d'Occitània). L'1 de gener de 2019 es va fusionar amb la localitat de Les, per formar el municipi de Saint-Béat-Lez.